# Tununguá (ort)
Tununguá är en ort i Colombia.   Den ligger i departementet Boyacá, i den centrala delen av landet, 130 km norr om huvudstaden Bogotá. Tununguá ligger 1 150 meter över havet och antalet invånare är 178.
Terrängen runt Tununguá är bergig åt nordost, men åt sydväst är den kuperad. Runt Tununguá är det ganska tätbefolkat, med 96 invånare per kvadratkilometer. Närmaste större samhälle är Chiquinquirá, 18,6 km sydost om Tununguá. I omgivningarna runt Tununguá växer i huvudsak städsegrön lövskog.